# Tramlijn Tilburg - Waalwijk
De tramlijn Tilburg - Waalwijk is een voormalige tramverbinding in de Nederlandse provincie Noord-Brabant. De lijn werd in 1881 geopend.

## Bouw tramlijn

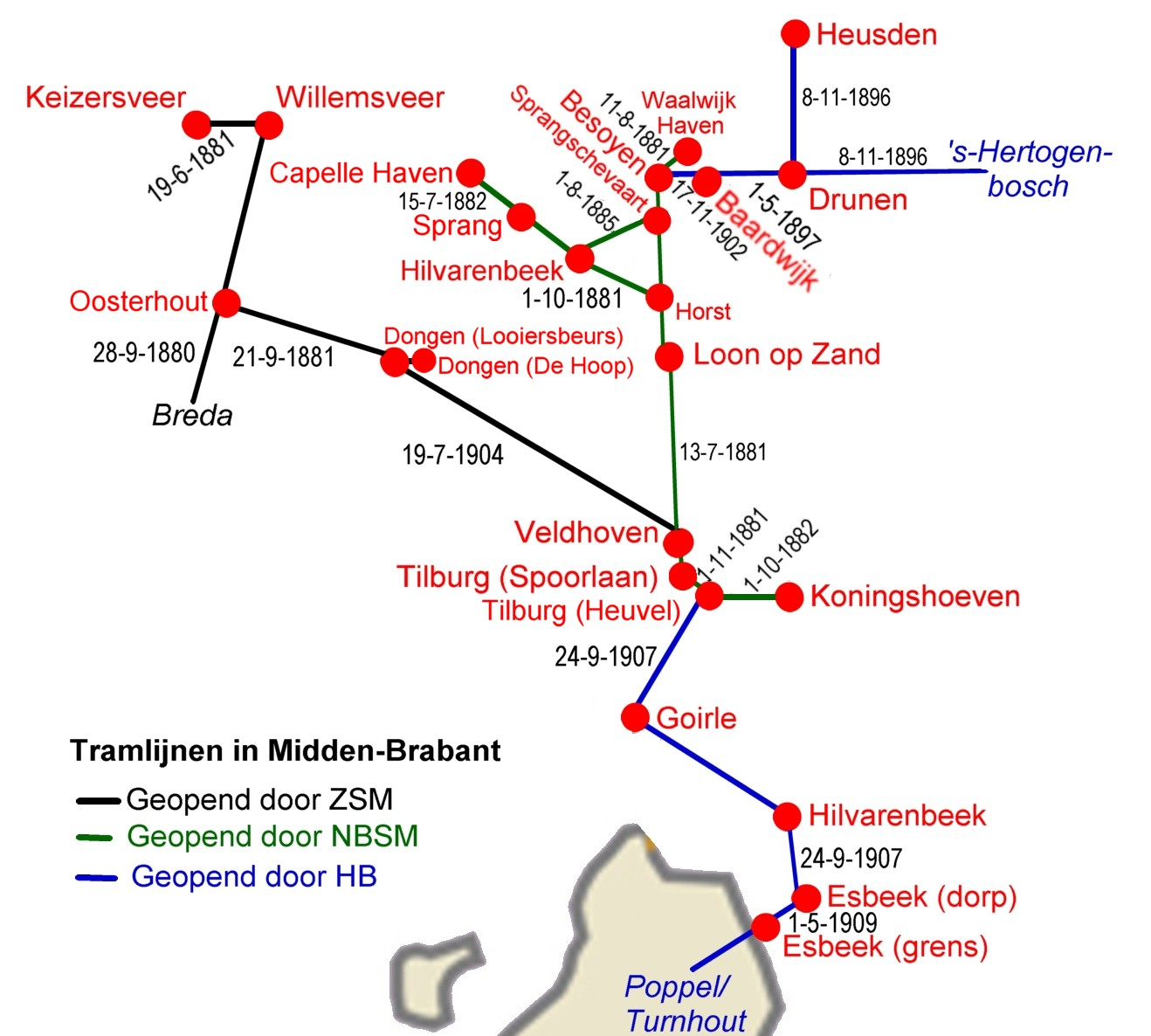

In oktober 1878 schreef de Waalwijkse civiel ingenieur J. van den Elzen de brochure "Het Stoomtramway-project Tilburg-Waalwijk en Station Tilburg-Koningshoeven". Hierin pleitte hij voor de genoemde tramverbindingen. Op 12 april 1879 verleende de gemeente Tilburg aan hem een concessie om de tramlijnen te bouwen. In 1880 verleenden ook de provincie en het Rijk de concessie.
De 16 kilometer lange tramlijn Tilburg - Loon op Zand - Horst - Sprang - Besoijen werd op 13 juli 1881 geopend. In Tilburg verliep de lijn vanaf het Tilburgse Staatsspoorstation via de Gasthuisstraat, Goirkestraat, Lijnsheike en Heikant richting Waalwijk.
In augustus 1881 werd de lijn verlengd naar de haven van Waalwijk, om de wolstad Tilburg ook een verbinding met de scheepvaart te geven. Tilburg beschikte op dat moment nog niet over een haven, want het Wilhelminakanaal werd pas in 1923 geopend.
Vervolgens werd in 1882 de lijn nog in twee etappes verlengd van de Spoorlaan via de Heuvel en St. Josephstraat naar de Koningshoeven, waar zich enige industrie bevond. Hier was onder andere de fabriek van Vincent van Spaendonck gevestigd. In 1906 werd deze lijn weer opgebroken.
In 1904 werd de lijn in de Spoorlaan en Gasthuisstraat in Tilburg gedeeld met de Zuider Stoomtramweg-Maatschappij (ZSM), die een tramlijn kreeg van Tilburg naar Dongen.

## Remise
De remise met werkplaats van de NBSM bevond zich van 1881 tot 1908, aan de Veldhovensehoek bij het Smidspad in de buurtschap Veldhoven in Tilburg. Dit depot bestond uit een driesporige houten remise en een tweesporige, houten lokloods.
Daarna werd het depot verplaatst naar de Spoorlaan in Tilburg. Dit terrein was op 20 maart 1904 van de ZSM gekocht. Hier was een zessporig emplacement aanwezig. Het onderhoud van het HB-materiaal vond vanaf 1903 in Drunen plaats.
Ook bevond zich in Besoyen een lokomotiefloods (voor één loc), een kantoor annex woning en bergplaats. Verder waren er in Sprang en Vrijhoeve-Capelle nog een tweetal terreinen in bezit.

## Exploitatie
Op 4 november werd in Tilburg de N.V. Noord-Brabantsche Stoomtramweg-Maatschappij (NBSM) opgericht met als directeur J. van den Elzen.
In Waalwijk werd in 1890 de Langstraatspoorlijn geopend, waardoor Waalwijk zijn blikveld zich niet meer richtte op Tilburg maar op 's-Hertogenbosch. Dit zorgde mede voor het faillissement van de NBSM in 1893. Het bedrijf werd toen voortgezet door de in 1893 opgerichte N.V. Stoomtramweg Tilburg-Waalwijk (TW). In 1898 namen de Hollandsche Buurtspoorwegen (HB) de exploitatie over.
De tramlijn werd op 10 juli 1934 gesloten voor personenvervoer. Op 11 januari 1937 werd ook het goederenvervoer op deze tramlijn gestaakt.
De ondergang van de tramlijn had grotendeels als oorzaak dat garage CITO uit 's-Hertogenbosch parallel aan de tramlijn bussen liet rijden tussen Tilburg en 's-Hertogenbosch via Waalwijk.
Anno 2009 rijden streekbussen van Tilburg naar Waalwijk op buslijnen 136, 137 en 300. Ze worden geëxploiteerd door Bravo.

## Toekomst
In juni 2009 werd door GroenLinks in 's-Hertogenbosch een plan gepresenteerd voor een tramverbinding binnen de stad. Een mogelijke verlenging daarvan is via Waalwijk en De Efteling naar Tilburg. Als dit plan gerealiseerd wordt, dan is de tramverbinding tussen Waalwijk en Tilburg weer terug. Grootste obstakel voor realisatie van de plannen zijn de kosten van de tramlijn. Deze worden geschat op ongeveer 20 miljoen euro per kilometer.